# Квінсі (Каліфорнія)
Квінсі (англ. Quincy) — переписна місцевість (CDP) в США, в окрузі Плумас штату Каліфорнія. Населення — 1630 осіб (2020).

## Географія
Квінсі розташоване за координатами 39°55′52″ пн. ш. 120°57′18″ зх. д. / 39.93111° пн. ш. 120.95500° зх. д. (39.931067, -120.954871).  За даними Бюро перепису населення США в 2010 році переписна місцевість мала площу 10,98 км², уся площа — суходіл.

### Клімат
| Клімат : Квінсі                                | Клімат : Квінсі | Клімат : Квінсі | Клімат : Квінсі | Клімат : Квінсі | Клімат : Квінсі | Клімат : Квінсі | Клімат : Квінсі | Клімат : Квінсі | Клімат : Квінсі | Клімат : Квінсі | Клімат : Квінсі | Клімат : Квінсі | Клімат : Квінсі |
| Показник                                       | Січ.            | Лют.            | Бер.            | Квіт.           | Трав.           | Черв.           | Лип.            | Серп.           | Вер.            | Жовт.           | Лист.           | Груд.           | Рік             |
| Абсолютний максимум, °C                        | 23,3            | 26,7            | 29,4            | 31,7            | 37,8            | 40,6            | 42,8            | 43,3            | 43,3            | 36,7            | 30,0            | 24,4            | 43,3            |
| Середній максимум, °C                          | 7,4             | 10,6            | 13,8            | 17,6            | 22,6            | 27,4            | 31,9            | 31,3            | 27,8            | 21,7            | 13,0            | 7,8             | 19,4            |
| Середній мінімум, °C                           | −4,7            | −3,2            | −1,7            | 0,1             | 3,1             | 5,7             | 6,7             | 5,3             | 2,7             | −0,1            | −1,9            | −3,8            | 0,7             |
| Абсолютний мінімум, °C                         | −33,3           | −28,3           | −17,8           | −11,1           | −6,7            | −3,9            | −5              | −6,7            | −9,4            | −14,4           | −19,4           | −31,1           | −33,3           |
| Норма опадів, мм                               | 187             | 164             | 140             | 70              | 44              | 20              | 4               | 6               | 22              | 66              | 123             | 174             | 1020            |
| Днів з опадами                                 | 11              | 10              | 10              | 7               | 6               | 3               | 1               | 1               | 2               | 5               | 8               | 10              | 74,0            |
| ---------------------------------------------- | --------------- | --------------- | --------------- | --------------- | --------------- | --------------- | --------------- | --------------- | --------------- | --------------- | --------------- | --------------- | --------------- |
| Джерело: WRCC (temperature normals 1895–2013), |                 |                 |                 |                 |                 |                 |                 |                 |                 |                 |                 |                 |                 |

## Демографія
Згідно з переписом 2010 року, у переписній місцевості мешкало 1728 осіб у 798 домогосподарствах у складі 413 родин. Густота населення становила 157 осіб/км².  Було 872 помешкання (79/км²).
Расовий склад населення:
| - 86,8 % — білих - 2,1 % — чорних або афроамериканців - 1,7 % — корінних американців - 1,1 % — азіатів - 0,1 % — вихідців з тихоокеанських островів - 3,8 % — осіб інших рас |

До двох чи більше рас належало 4,3 %. Частка іспаномовних становила 7,6 % від усіх жителів.
За віковим діапазоном населення розподілялося таким чином: 19,7 % — особи молодші 18 років, 61,9 % — особи у віці 18—64 років, 18,4 % — особи у віці 65 років та старші. Медіана віку мешканця становила 45,5 року. На 100 осіб жіночої статі у переписній місцевості припадало 84,2 чоловіків;  на 100 жінок у віці від 18 років та старших — 81,1 чоловіків також старших 18 років.
Середній дохід на одне домашнє господарство  становив 52 735 доларів США (медіана — 45 347), а середній дохід на одну сім'ю — 81 543 долари (медіана — 70 250). За межею бідності перебувало 21,4 % осіб, у тому числі 20,9 % дітей у віці до 18 років та 10,8 % осіб у віці 65 років та старших.
Цивільне працевлаштоване населення становило 606 осіб. Основні галузі зайнятості: освіта, охорона здоров'я та соціальна допомога — 18,3 %, роздрібна торгівля — 15,2 %, виробництво — 14,2 %.